# Аладжа (мыс)
Аладжа — мыс в Туркменистане, расположенный в восточной оконечности полуострова Дервиш, на берегу Туркменского залива.
Мыс широко выступает в море. К северу от мыса Аладжа расположен одноимённый порт.